# The Heavy Metal Kids
The Heavy Metal Kids is een Britse rockband uit Londen uit de jaren 1970, die in 2003 opnieuw werd geformeerd.

## Bezetting
Oprichters
- Gary Holton (zang)
- Mickey Waller (gitaar, tot 1975)
- Ronnie Thomas (basgitaar)
- Keith Boyce (drums)
- Danny Peyronel (keyboards, tot 1975)

Huidige bezetting
- Danny Peyronel (zang, keyboards)
- Marco Barusso (gitaar)
- Marco Guarnerio (gitaar)
- Ronnie Thomas (basgitaar)
- Keith Boyce (drums)

Voormalige bezetting
- Cosmo (gitaar, 1975)
- Barry Paul (gitaar, 1975–1978)
- John Sinclair (keyboards, 1975–1978)

## Geschiedenis
Gary Holton speelde voorheen twee jaar mee in de musical Hair in Londen. Keith Boyce had voorheen al gespeeld met Long John Baldry. De naam Heavy Metal Kids is afkomstig uit een roman van William S. Burroughs en heeft met de muziekrichting niets te maken. De band nam begin jaren 1970 geen van de toentertijd populaire stijlen als glamrock en progressieve rock over, maar speelde oorspronkelijke rockmuziek met ontleningen uit de blues en de rhythm-and-blues.
De band werd nog in hetzelfde jaar ontdekt door Dave Dee voor Atlantic Records en daar gecontracteerd. In 1974 kwam hun gelijknamige debuutalbum uit. Het lukte de band om een contract te verkrijgen als huisband van de Londense club Speakeasy. Ze ondernamen hun eerste Amerikaanse tournee als voorband van Alice Cooper onder de ingekorte naam The Kids. Mickey Waller verliet kort daarna de band en werd vervangen door Cosmo. Met hem werd het album Anvil Chorus opgenomen. Na overdadige tournees (tot 300 optredens per jaar) verlieten Cosmo en Danny Peyronel, die zich vervoegde bij UFO, de band en werden vervangen door John Sinclair en Barry Paul.
Aan het eind van het jaar verloren ze ook nog hun platencontract, maar konden vrij vlug weer tekenen bij RAK Records van Mickie Most. Gary Holton viel tijdens deze periode op door zijn steeds erger wordende alcohol- en drugsuitspattingen en moest tot 1976 de band verlaten. The Heavy Metal Kids probeerden alleen verder te gaan, maar dit functioneerde niet al te best. Voor de opnamen van het werk Kitsch in 1977 keerde Holton terug. De single She's No Angel kwam als enige werk van de band in de hitlijst en de band mocht in 1976 optreden bij Top of the Pops. Een half jaar later werd de band ontbonden.
In 2003 werd de band opnieuw geformeerd. Met twee nieuwe leden namen de overgebleven leden het album Hit the Right Button op.

## Betekenis
Tegenwoordig wordt de band aangerekend als hun tijd ver vooruit. Hun stijl kan worden gezien als voorloper van de punkrock uit 1977. Meerdere bands uit de jaren 1970 en 1980 kenmerken The Heavy Metal Kids als een grote invloed, waaronder The Damned en de met hen in 1976 toerende The Adverts. Tijdens de jaren 1980 kenmerkte vooral Hanoi Rocks de band als invloed. Het als stijlmiddel ingezette vrijpostige cockney-accent van Holton telt verder als invloed op de eerste Oi!-golf, in het bijzonder voor Cock Sparrer en voor de britpopbands Oasis en Blur.

## Overlijden
Gary Holton overleed op 15 oktober 1985 aan een overdosis drugs.

## Discografie
- 1974: Heavy Metal Kids
- 1975: Anvil Chorus
- 1977: Kitsch
- 2003: Hit the Right Button